# Cattedrale dello Spirito Santo (Lugoj)
La cattedrale dello Spirito Santo, nota anche come cattedrale della Discesa dello Spirito Santo (in rumeno: Catedrala Greco-Catolică Coborârea Spiritului Sfânt), è la chiesa cattedrale dell'eparchia di Lugoj e si trova nella città di Lugoj, in Romania. La chiesa è stata costruita in stile neoclassico tra 1843 ed il 1854.